# Adolf Bidlingmaier

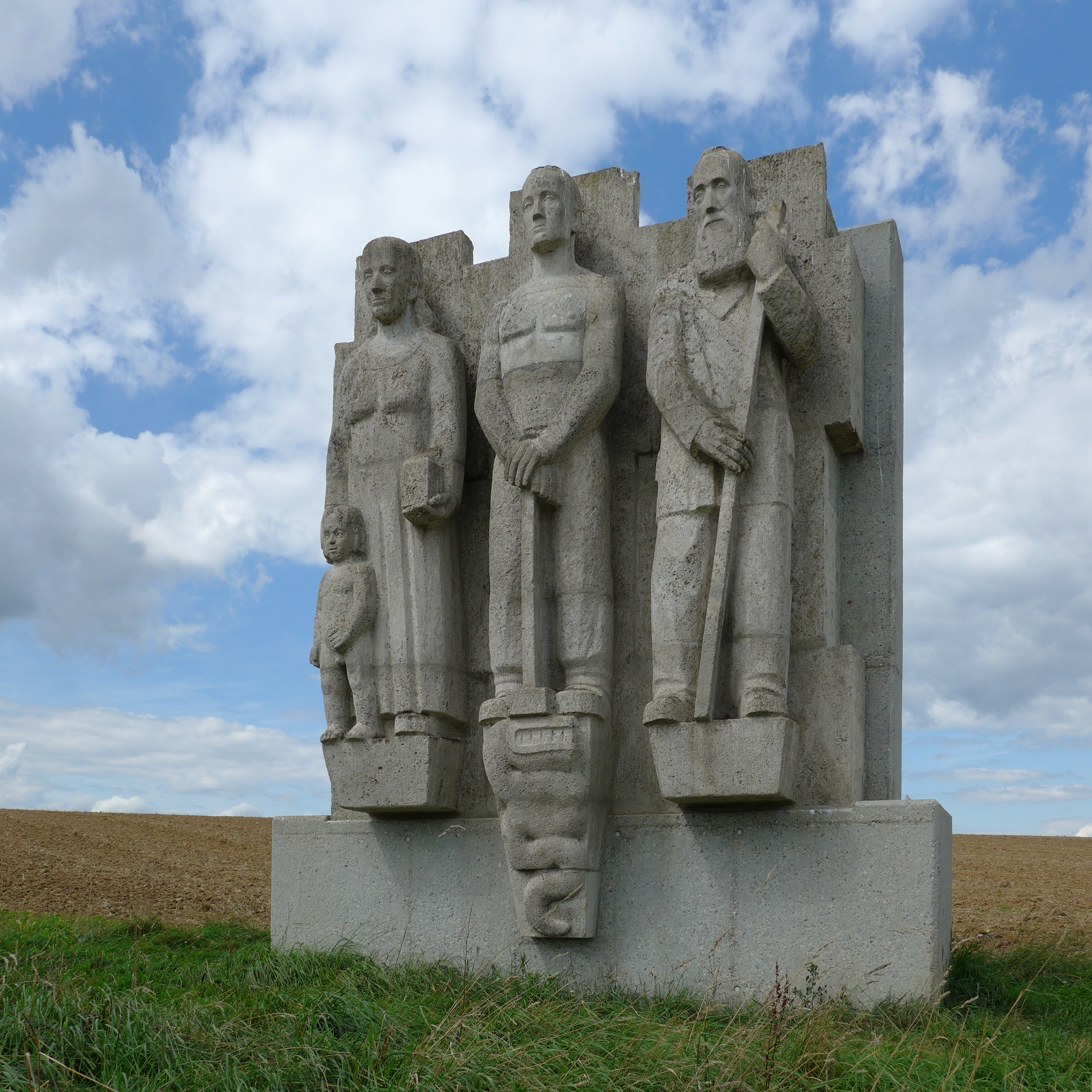
Lebensalter, 1939, Wege zur Kunst

Adolf Bidlingmaier (* 3. Mai 1905 in Schwäbisch Gmünd; † 25. Juni 1946 in Auenheim) war ein deutscher Bildhauer.

## Leben
Adolf Bidlingmaier war der Sohn eines gleichnamigen Maurermeisters in Straßdorf, heute ein Stadtteil von Schwäbisch Gmünd. Er war der zweitälteste Sohn und hatte vier Brüder und eine Schwester. 1923 zog die Familie nach Schwäbisch Gmünd, wo der Vater seinen Steinmetzbetrieb in der Weißensteiner Straße zu einem Bauunternehmen erweiterte. Dieses wurde später von Bidlingmaiers jüngeren Brüdern Johannes und Eugen weitergeführt.
Nach Abschluss der Volksschule absolvierte Bidlingmaier eine Lehre bei der damaligen Bildhauerwerkstätte Britsch beim Leonhardsfriedhof in Schwäbisch Gmünd. Nebenher besuchte er Abendkurse in der Gmünder Fachschule für das Edelmetallgewerbe. Von 1925 bis 1930 studierte er an der Kunstgewerbeschule in Stuttgart u. a. in der Bildhauerklasse von Ludwig Habich und bei Alfred Lörcher.
Gleichzeitig studierte seine spätere Ehefrau Elfriede Werth (* 13. August 1904 in Luxemburg; † 22. April 1986 in München) an der Kunstgewerbeschule in Stuttgart. 1929 wurde der Sohn Walter geboren und 1937, kurz nachdem die beiden am 4. Dezember geheiratet hatten, die Tochter Felizitas.
Nach dem Studium wohnte er im Dachgeschoss der Alten Kaserne, des heutigen Predigers in Schwäbisch Gmünd. Im Erdgeschoss hatte Bidlingmaier ein Atelier, in dem er seinen Lebensunterhalt als freischaffender Künstler mühsam mit kleineren Schnitzereien, beispielsweise einem Täubchen über einem Hauseingang und Figuren für Kirchen und Grabmäler, verdiente. Allmählich kamen größere Aufträge in Stein wie der Soldat an dem Gefallenendenkmal im Donzdorfer Teilort Winzingen, eine heute nicht mehr existierende überlebensgroße dreigliedrige Kriegergruppe in Lauffen am Neckar oder eine bei Kriegsende zerstörte Großplastik an der ehemaligen Gmünder Bismarck-Kaserne, heute Universitätspark Schwäbisch Gmünd. Sein größtes Werk war die monumentale Plastik „Lebensalter“ an der Fassade der 1939 in der Königsstraße neu errichteten Landesgirokasse Stuttgart.
Ab 1939 war Bidlingmaier während des gesamten Zweiten Weltkriegs Soldat, ab Frühjahr 1942 in Norwegen. Bei Kriegsende kam er in französische Kriegsgefangenschaft nach Biberach und Schömberg, wo er französische Offiziere porträtierte und auf seine baldige Entlassung hoffte. Er wurde jedoch zu Minenaufräumarbeiten nach Straßburg verlegt. Dort ist er am 25. Juni 1946 bei einem Fluchtversuch mit sieben Kameraden über den Rhein bei Hochwasser ertrunken und wurde in Kehl auf deutscher Seite tot geborgen.
Vom anfänglichen Grab in Auenheim bei Kehl ließ ihn seine Ehefrau später nach Schwäbisch Gmünd und schließlich auf einen Friedhof an ihrem neuen Wohnort in München überführen.

## Monumentalplastik „Lebensalter“

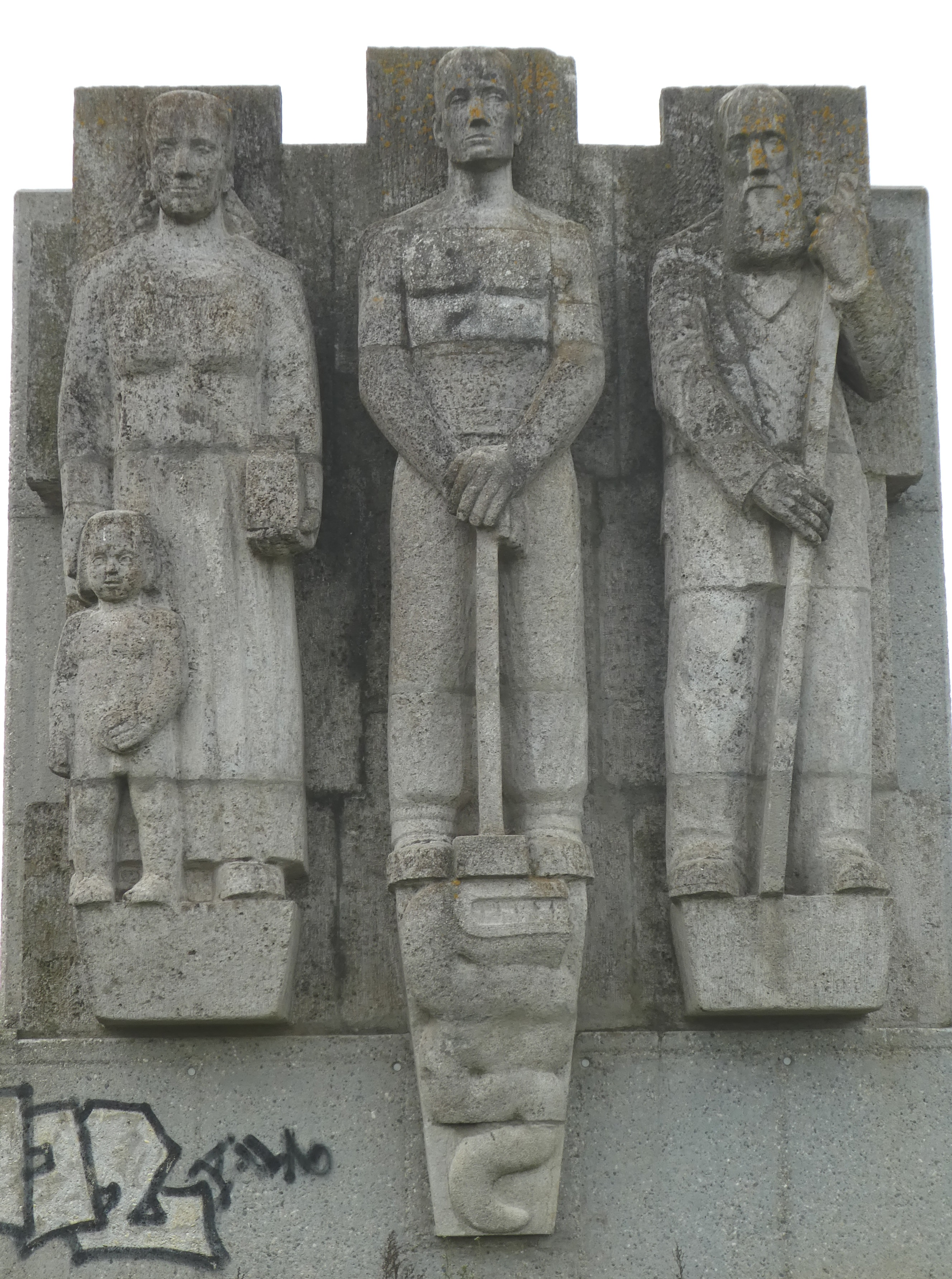
Lebensalter (Frontalansicht)

Bidlingmaiers Hauptwerk ist die monumentale, vier Meter hohe und dreißig Tonnen schwere Plastik „Lebensalter“. Sie war als Auftragsarbeit im Rahmen des Programmes Kunst am Bau ein Fassadenschmuck für die 1939 in der Königsstraße 5 in Stuttgart neu erbaute Städtischen Spar- und Girokasse, später Landesgirokasse. Sie sollte den Geschäftzielen einer Bank entsprechend das Sparen, die Arbeit und die Altersvorsorge darstellen. Die Skulptur ist aus Muschelkalk, der aus Kirchheim (Unterfranken) stammt, geschlagen. Dargestellt ist eine Arbeiterfamilie:
- Eine Frau mit einem Spartopf und einem Kind, das eine Münze in der Hand hält, als Symbol des Spargedankens
- Ein Arbeiter mit einem Vorschlaghammer, der einen Drachen, der den Eigennutz verkörpert, überwunden hat
- Ein alter Mann an einem Stab als Symbol für ein durch Sparen gesichertes Alter

Die am 27. Oktober 1939 enthüllte Bauplastik ist zeittypisch, sodass man den „völkischen“ Aspekt aus der Zeit des Nationalsozialismus wahrnehmen kann. Das Werk ist aber nicht deckungsgleich mit dem, was als NS-Kunst gilt. Dazu trug Bidlingsmaiers archaische, strenge und auf Reduktion angelegte Darstellungsweise der drei Personen dar. Ihr monumentaler, archaisierender Stil war in den 1930er Jahren auch in den USA und Großbritannien üblich.
Als Bidlingmaiers Leiche am Rhein geborgen wurde, trug er noch seine Brieftasche bei sich, durchnässt, aber inhaltlich vollständig. Darin befand sich ein Foto des Reliefs mit dem Gerüst und den Vorhängen, hinter denen es geschaffen wurde. Auf diesem Foto erscheinen die Personen ausdrucksstärker und individueller, manche Details wie z. B. die Falten am Kleid der Frau und den Hosen der Männer prägnanter ausgearbeitet. In Verbindung mit der Tatsache, dass es „lange gedauert hat, bis der Schöpfer der Plastik mit seinem Werk zufrieden war“, liegt die Überlegung nahe, dass Bidlingmaier das Werk auf Wunsch der Auftraggeber nacharbeiten und formalen Vorgaben folgen musste. Dem aufmerksamen Betrachter erscheinen die Figuren insbesondere im Vergleich mit dem Foto, als würden sie „als schlecht bezahlte Statisten in einer verzerrten Kulisse stehen“.
Nach Abriss des Bankgebäudes in der Königsstraße im Jahre 2006 kam die Skulptur in 24 Steinquader zerlegt in den städtischen Betriebshof Stuttgart-Fasanenhof. 2008 wurde sie dem Förderverein Straßdorf e.V. geschenkt und auf dessen Kosten mit zwei Lastzügen nach Straßdorf transportiert. Sie wurde von Beton- und Mauerresten gesäubert und steht seit dem 16. Juli 2011 an den Wegen zur Kunst im Geburtsort des Bildhauers. Um das Relief aufzubauen, waren ein Fundament und eine Rückwand aus sechzig Tonnen Beton erforderlich.

## Arbeiten im öffentlichen Raum
- Winzinger Krieger, Steinfigur, 1935, Östliche Chorwand der Kirche St. Sebastian und Rochus auf dem Friedhof in Donzdorf-Winzingen
- Sämann, Steinrelief, um 1935, Kreissparkasse in der Uferstraße in Schwäbisch Gmünd
- Lebensalter, Muschelkalk, 1939, ursprünglich Städtische Spar- und Girokasse in Stuttgart, seit 2011 Wege zur Kunst
- Grabmal des Oberlehrers Locher, Muschelkalk, um 1938, Leonhardsfriedhof Schwäbisch Gmünd, heute auf dem Friedhof in Straßdorf. Leidensszene, in der ein auf einen Mann gestützter Sterbender von zwei Frauen beweint wird.

## Bilder

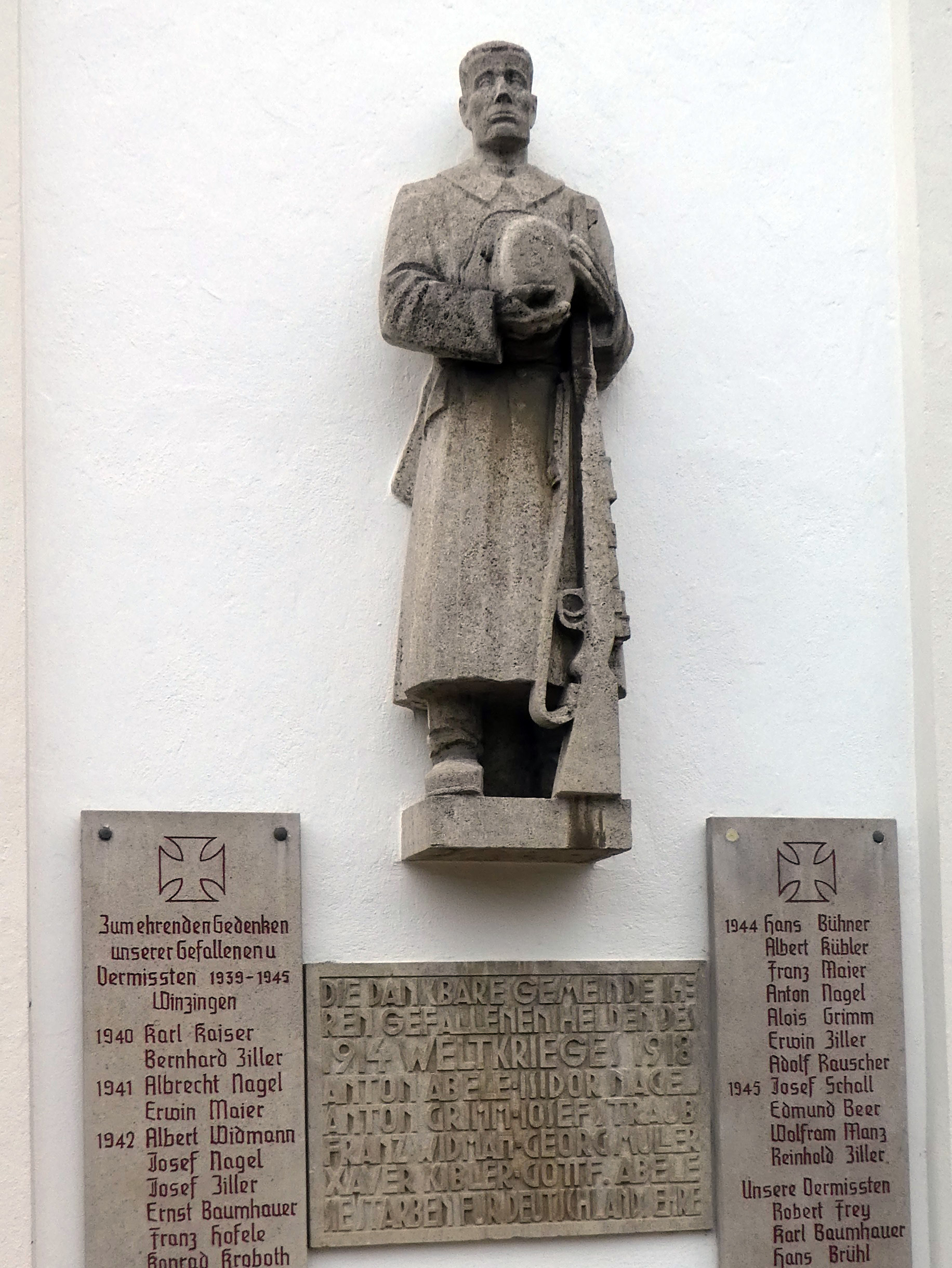
Winzinger Krieger, 1935, Donzdorf-Winzingen
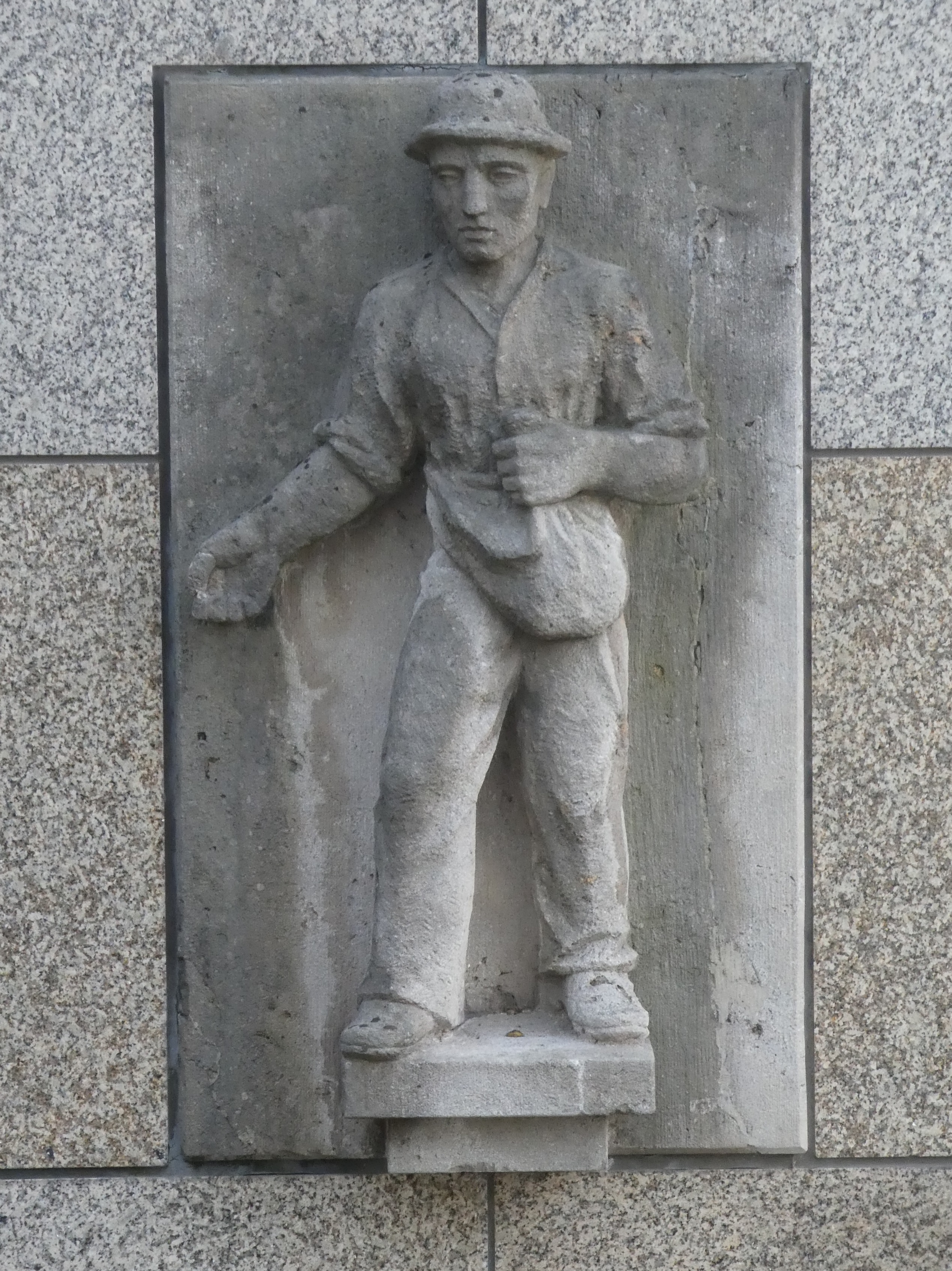
Sämann, um 1935, Schwäbisch Gmünd
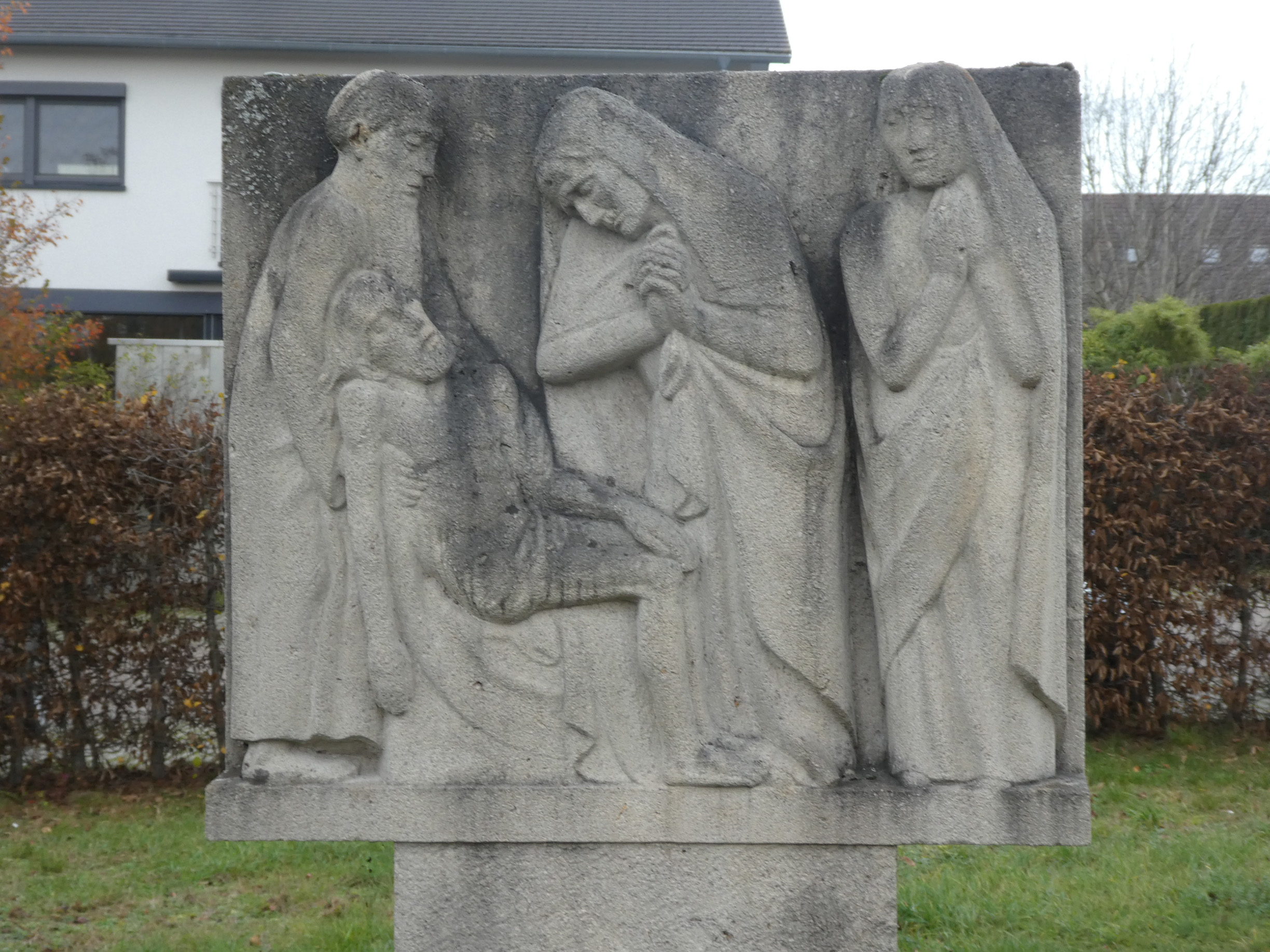
Grabmal des Oberlehrers Locher, um 1938, Straßdorf